# Badminton-Weltmeisterschaft für Behinderte 2007
Die VI. Badminton-Weltmeisterschaft für Behinderte, offiziell BWF Para-Badminton World Championships 2007, fand vom 29. Oktober bis zum 2. November 2007 in Bangkok (Thailand) statt.

## Medaillengewinner
| Disziplin    | Klasse | Gold                                     | Silber                            | Bronze                                | Bronze                                   |
| ------------ | ------ | ---------------------------------------- | --------------------------------- | ------------------------------------- | ---------------------------------------- |
| Herreneinzel | BMW2   | Lee Sam-seop                             | Choi Jung-man                     | Osamu Nagashima                       | Avni Kertmen                             |
| Herreneinzel | BMW3   | Quincy Michielsen                        | Madzlan Saibon                    | Amir Levi                             | An Gyeong-hwan                           |
| Herreneinzel | BMSTL1 | Subpong Meepian                          | Takayuki Taniguchi                | Tsang Chiu Pong                       | Pramod Bhagat                            |
| Herreneinzel | BMSTL2 | Pascal Wolter                            | Toshiaki Suenaga                  | Hsu Jen-ho                            | Kim Chang-man                            |
| Herreneinzel | BMSTL3 | Yu Kwong Wah                             | Chuang Liang-tu                   | Ahmad Abdul Rahman                    | Bakri Omar                               |
| Herreneinzel | BMSTU4 | Tetsuo Ura                               | Zee Jeffrey Jamin                 | Satyam                                | Upul Bandana                             |
| Herreneinzel | BMSTU5 | Cheah Liek Hou                           | Juan Bretones                     | Raj Kumar                             | Rakesh Pandey                            |
| Dameneinzel  | BMW2   | Lee Ae-kyung                             | Lee Mi-ok                         | Elke Rongen                           | Thinjun Piyawan                          |
| Dameneinzel  | BMW3   | Carol de Meĳer-Bradley                   | Yoon Jong-mi                      | Inna Mashikovsky                      | Lia Schuuring                            |
| Dameneinzel  | BMSTL2 | Aki Takahashi                            | Kamtam Wandee                     | Ng Lai Ling                           | Panayachaem Paramee                      |
| Dameneinzel  | BMSTL3 | Parul Dalsukhbhai Parmar                 | Yodpha Sudsaifon                  | Seangsupa Nipada                      | Srinavakul Chanida                       |
| Herrendoppel | BMW2   | Choi Jung-man Lee Sam-seop               | Avni Kertmen Thomas Wandschneider | Ferdinand Hoeke Walter Rauber         | David Toupé Shimon Shalom                |
| Herrendoppel | BMW3   | Makbal Shefanya Amir Levi                | Kim Young-min An Gyeong-hwan      | Mohd Fairuz Madzlan Saibon            | Quincy Michielsen Ton Hollaar            |
| Herrendoppel | BMSTL1 | Bunjob Wongkumkerl Subpong Meepian       | Tung Fung Kwong Tsang Chiu Pong   | Yeruagula Himeogiri Pramod Bhagat     | Yeruagula Himeogiri Pramod Bhagat        |
| Herrendoppel | BMSTL2 | Toshiaki Suenaga Takayuki Taniguchi      | Tan Hwa Koon Chin Syu Khui        | Lee Chun-ui Kim Chang-man             | Azman Ali Jasmi Tegol                    |
| Herrendoppel | BMSTL3 | Lin Cheng-che Chuang Liang-tu            | Jun Dong-chun Kim Jae-hoon        | Bakri Omar Hairol Fozi                | Somsak Kleedyeeson Adisak Saengarayakul  |
| Herrendoppel | BMSTU4 | Yoshiaki Mori Tetsuo Ura                 | Lam Tak Kwan Zee Jeffrey Jamin    | Satyam D. V. A. S. Raghuram           | Satyam D. V. A. S. Raghuram              |
| Herrendoppel | BMSTU5 | Suhaili Laiman Cheah Liek Hou            | Rakesh Pandey Raj Kumar           | Lin Tien-jen Lee Meng-yuan            | Frank Dietel Eyal Bachar                 |
| Damendoppel  | BMW2   | Lee Mi-ok Lee Ae-kyung                   | Nina Gorodetzky Elke Rongen       | Mine Korkmaz Carola Bohn              | Hebkaew Laong Thinjun Piyawan            |
| Damendoppel  | BMW3   | Lia Schuuring Carol de Meĳer-Bradley     | Peggy Weĳers Inna Mashikovsky     | Weiwithan Amnouy Gerdngoen Thummasorn | Weiwithan Amnouy Gerdngoen Thummasorn    |
| Damendoppel  | BMSTL3 | Charanjeet Kaur Parul Dalsukhbhai Parmar | Kamtam Wandee Seangsupa Nipada    | Aki Takahashi Ikumi Nakai             | Aki Takahashi Ikumi Nakai                |
| Mixed        | BMW2   | Lee Mi-ok Choi Jung-man                  | Lee Ae-kyung Lee Sam-seop         | Nina Gorodetzky Shimon Shalom         | Manfred Steinhart Elke Rongen            |
| Mixed        | BMW3   | Amir Levi Inna Mashikovsky               | An Gyeong-hwan Yoon Jong-mi       | Ferdinand Hoeke Peggy Weĳers          | Quincy Michielsen Carol de Meĳer-Bradley |
| Mannschaft   |        | Malaysia                                 | Hongkong                          | Republik Korea                        | Deutschland                              |

## Medaillenspiegel
| Platz | Mannschaft     | Gold | Silber | Bronze | Gesamt |
| ----- | -------------- | ---- | ------ | ------ | ------ |
| 01    | Republik Korea | 5    | 7      | 4      | 16     |
| 02    | Japan          | 4    | 2      | 2      | 8      |
| 03    | Malaysia       | 3    | 2      | 5      | 10     |
| 04    | Niederlande    | 3    | 1      | 5      | 9      |
| 05    | Thailand       | 2    | 3      | 7      | 12     |
| 06    | Israel         | 2    | 2      | 5      | 9      |
| 07    | Indien         | 2    | 1      | 6      | 9      |
| 08    | Hongkong       | 1    | 4      | 2      | 7      |
| 09    | Deutschland    | 1    | 2      | 5      | 8      |
| 10    | Chinese Taipei | 1    | 1      | 2      | 4      |
| 11    | Türkei         | —    | 1      | 1      | 2      |
| 12    | Spanien        | —    | 1      | —      | 1      |
| 13    | Frankreich     | —    | —      | 1      | 1      |
| 13    | Schweiz        | —    | —      | 1      | 1      |
| 13    | Sri Lanka      | —    | —      | 1      | 1      |

| Platz | Sportler               | Gold | Silber | Bronze | Gesamt |
| ----- | ---------------------- | ---- | ------ | ------ | ------ |
| 01.   | Lee Ae-kyung           | 2    | 1      | –      | 3      |
| 01.   | Lee Sam-seop           | 2    | 1      | –      | 3      |
| 03.   | Aki Takahashi          | 2    | –      | 1      | 3      |
| 03.   | Amir Levi              | 2    | –      | 1      | 3      |
| 03.   | Carol de Meĳer-Bradley | 2    | –      | 1      | 3      |